# Championnat de Slovaquie de football 2022-2023
Navigation
Édition précédente Édition suivante
La saison 2022-2023 est la 30e édition du championnat de Slovaquie de football. Lors de cette saison, le ŠK Slovan Bratislava défend son titre face à 11 autres équipes.
Le ŠK Slovan Bratislava remporte son 13e titre lors de la 31e journée.

## Organisation
Les douze clubs se rencontrent en matchs aller et retour, après la 22e journée le championnat est scindé en deux, les six premiers se retrouvent dans un mini-championnat en gardant les points acquis lors de la saison régulière pour déterminer le champion et les qualifications européennes.
Les six derniers se retrouvant dans un autre mini-championnat pour déterminer le barragiste et le club qui sera relégué.
Trois places qualificatives pour les compétitions européennes seront attribuées par le biais du premier mini-championnat (1 place au premier tour de qualification de la Ligue des champions 2023-2024 et 2 places au premier tour de qualification de la Ligue Europa Conférence 2023-2024), ainsi qu'une autre place au deuxième tour de qualification de la Ligue Europa Conférence 2023-2024 pour le vainqueur de la Slovak Cup. Si le vainqueur de la Coupe de Slovaquie termine dans les trois premiers, alors des barrages sont organisés entre les équipes de la 4e à la 7e place pour une place européenne. Le dernier du deuxième mini-championnat est relégué en deuxième division.

## Participants
| \| D. Streda Ružomberok Podbrezová S. Bratislava MFK Tatran Trnava Banská Bystrica Trenčín Z. Michalovce Z. Moravce Žilina Skalica \| Localisation des clubs. |
| D. Streda Ružomberok Podbrezová S. Bratislava MFK Tatran Trnava Banská Bystrica Trenčín Z. Michalovce Z. Moravce Žilina Skalica                               |

Légende des couleurs
- Premier tour de qualification de la Ligue des Champions 2022-2023
- Deuxième tour de qualification de la Ligue Europa Conférence 2022-2023
- Premier tour de qualification de la Ligue Europa Conférence 2022-2023
- Promu de deuxième division

| Club                         | Se maintient depuis | Classement 2021-2022 | Stade                     | Capacité théorique |
| ---------------------------- | ------------------- | -------------------- | ------------------------- | ------------------ |
| ŠK Slovan Bratislava         | 2006                | 1er                  | Tehelné pole              | 22 500             |
| MFK Ružomberok               | 1997                | 2e                   | Stade Pod Čebraťom        | 4 817              |
| FC Spartak Trnava            | 2002                | 3e                   | Stade Antona Malatinského | 19 200             |
| FC DAC 1904 Dunajská Streda  | 2013                | 4e                   | MOL Aréna                 | 12 700             |
| MŠK Žilina                   | 1996                | 6e                   | Stade Pod Dubňom          | 11 313             |
| FK AS Trenčín                | 2011                | 7e                   | Stade na Sihoti           | 3 500              |
| MFK Tatran Liptovský Mikuláš | 2021                | 8e                   | Stadion Liptovský Mikuláš | 1 950              |
| MFK Zemplín Michalovce       | 2015                | 9e                   | Zemplin Stadion           | 4 440              |
| FC ViOn Zlaté Moravce        | 2010                | 11e                  | Stade FC ViOn             | 4 000              |
| FK Železiarne Podbrezová     | 2022                | 1er (D2)             | ZELPO Aréna               | 4 061              |
| FK Dukla Banská Bystrica     | 2022                | 2e (D2)              | Štadión SNP               | 7 900              |
| MFK Skalica                  | 2022                | 3e (D2)              | Mestský štadión Skalica   | 1 500              |

## Première phase
| Rang | Équipe                       | Pts | J  | G  | N  | P  | Bp | Bc | Diff |
| ---- | ---------------------------- | --- | -- | -- | -- | -- | -- | -- | ---- |
| 1    | FC DAC 1904 Dunajská Streda  | 48  | 22 | 14 | 6  | 2  | 39 | 17 | +22  |
| 2    | ŠK Slovan Bratislava T       | 47  | 22 | 14 | 5  | 3  | 47 | 23 | +24  |
| 3    | FC Spartak Trnava            | 40  | 22 | 12 | 4  | 6  | 39 | 26 | +13  |
| 4    | FK Železiarne Podbrezová P   | 35  | 22 | 9  | 8  | 5  | 32 | 24 | +8   |
| 5    | MŠK Žilina                   | 31  | 22 | 9  | 4  | 9  | 34 | 33 | +1   |
| 6    | FK Dukla Banská Bystrica P   | 31  | 22 | 9  | 4  | 9  | 34 | 37 | -3   |
| 7    | MFK Ružomberok               | 30  | 22 | 7  | 9  | 6  | 24 | 22 | +2   |
| 8    | MFK Zemplín Michalovce       | 23  | 22 | 6  | 5  | 11 | 22 | 34 | -12  |
| 9    | FC ViOn Zlaté Moravce        | 23  | 22 | 4  | 11 | 7  | 28 | 35 | -7   |
| 10   | FK AS Trenčín                | 22  | 22 | 5  | 7  | 10 | 20 | 33 | -13  |
| 11   | MFK Skalica P                | 19  | 22 | 4  | 7  | 11 | 19 | 31 | -12  |
| 12   | MFK Tatran Liptovský Mikuláš | 9   | 22 | 1  | 6  | 15 | 17 | 40 | -23  |

Qualifications
- 1er au 6e : Groupe championnat
- 7e au 12e : Groupe relégation

Abréviations
| Résultats (▼dom., ►ext.)                                   | DAC | DUK | POD | RUZ | SKA | SLO | TRN | TLM | TRE | ZMI | ZLM | ZIL |
| FC DAC Dunajská Streda                                     |     | 3-0 | 2-1 | 1-0 | 2-1 | 1-1 | 1-0 | 2-1 | 1-2 | 1-0 | 3-0 | 5-2 |
| FK Dukla Banská Bystrica                                   | 1-3 |     | 0-2 | 2-3 | 0-0 | 0-1 | 0-2 | 2-0 | 3-0 | 3-1 | 4-2 | 2-1 |
| FK Železiarne Podbrezová                                   | 0-0 | 3-1 |     | 0-2 | 0-2 | 2-1 | 3-1 | 1-0 | 2-0 | 2-2 | 0-0 | 3-1 |
| MFK Ružomberok                                             | 0-1 | 1-1 | 2-2 |     | 2-0 | 0-1 | 3-2 | 1-1 | 0-0 | 1-0 | 2-2 | 0-2 |
| MFK Skalica                                                | 1-1 | 1-2 | 1-1 | 0-2 |     | 1-4 | 1-1 | 3-0 | 2-0 | 0-0 | 0-2 | 1-0 |
| ŠK Slovan Bratislava                                       | 1-1 | 2-2 | 3-1 | 2-0 | 3-0 |     | 4-1 | 1-0 | 4-0 | 4-2 | 4-1 | 3-1 |
| FC Spartak Trnava                                          | 3-1 | 1-2 | 1-1 | 0-2 | 2-1 | 0-0 |     | 1-0 | 3-2 | 4-1 | 2-0 | 2-2 |
| Tatran Liptovský Mikuláš                                   | 0-1 | 1-2 | 2-5 | 0-0 | 0-0 | 1-5 | 1-2 |     | 1-1 | 1-1 | 1-2 | 1-2 |
| FK AS Trenčín                                              | 0-4 | 0-2 | 1-1 | 0-0 | 3-1 | 4-0 | 0-2 | 2-1 |     | 3-1 | 1-1 | 0-0 |
| MFK Zemplín Michalovce                                     | 0-2 | 2-0 | 1-0 | 1-1 | 3-1 | 0-1 | 0-4 | 1-2 | 2-0 |     | 0-0 | 3-2 |
| FC ViOn Zlaté Moravce                                      | 2-2 | 4-4 | 1-1 | 2-2 | 2-2 | 1-1 | 0-3 | 1-1 | 1-0 | 0-1 |     | 4-0 |
| MŠK Žilina                                                 | 1-1 | 4-1 | 0-1 | 2-0 | 1-0 | 4-1 | 1-2 | 4-2 | 1-1 | 2-0 | 1-0 |     |
| - Victoire à domicile - Match nul - Victoire à l'extérieur |     |     |     |     |     |     |     |     |     |     |     |     |

## Deuxième phase

### Groupe championnat
| Rang | Équipe                      | Pts | J  | G  | N | P  | Bp | Bc | Diff |
| ---- | --------------------------- | --- | -- | -- | - | -- | -- | -- | ---- |
| 1    | ŠK Slovan Bratislava T      | 69  | 32 | 21 | 6 | 5  | 65 | 32 | +33  |
| 2    | FC DAC 1904 Dunajská Streda | 67  | 32 | 20 | 7 | 5  | 54 | 29 | +25  |
| 3    | FC Spartak Trnava C         | 52  | 32 | 15 | 7 | 10 | 55 | 38 | +17  |
| 4    | FK Železiarne Podbrezová P  | 47  | 32 | 13 | 8 | 11 | 44 | 44 | 0    |
| 5    | FK Dukla Banská Bystrica P  | 44  | 32 | 13 | 5 | 14 | 50 | 56 | -6   |
| 6    | MŠK Žilina                  | 39  | 32 | 11 | 6 | 15 | 49 | 53 | -4   |

Qualifications européennes
Ligue des champions 2023-2024
- 1er : premier tour de qualification

Ligue Europa Conférence 2023-2024
- C : deuxième tour de qualification
- 2e : premier tour de qualification
- 4e au 6e : barrages européens

Abréviations
| Résultats (▼dom., ►ext.)                                   | DAC | SLO | TRN | POD | ZIL | DUK |
| FC DAC Dunajská Streda                                     |     | 2-3 | 3-1 | 2-1 | 1-0 | 1-0 |
| ŠK Slovan Bratislava                                       | 2-1 |     | 1-0 | 0-1 | 0-1 | 4-0 |
| FC Spartak Trnava                                          | 1-1 | 0-0 |     | 6-1 | 4-2 | 0-1 |
| FK Železiarne Podbrezová                                   | 2-0 | 1-2 | 0-3 |     | 3-2 | 1-2 |
| MŠK Žilina                                                 | 0-1 | 2-4 | 1-1 | 0-1 |     | 6-4 |
| FK Dukla Banská Bystrica                                   | 2-3 | 1-2 | 2-0 | 3-1 | 1-1 |     |
| - Victoire à domicile - Match nul - Victoire à l'extérieur |     |     |     |     |     |     |

### Groupe relégation
| Rang | Équipe                       | Pts | J  | G  | N  | P  | Bp | Bc | Diff |
| ---- | ---------------------------- | --- | -- | -- | -- | -- | -- | -- | ---- |
| 7    | MFK Ružomberok               | 47  | 32 | 12 | 11 | 9  | 43 | 31 | +12  |
| 8    | MFK Skalica P                | 40  | 32 | 10 | 10 | 12 | 38 | 38 | 0    |
| 9    | FK AS Trenčín                | 36  | 32 | 9  | 9  | 14 | 35 | 52 | -17  |
| 10   | MFK Zemplín Michalovce       | 36  | 32 | 9  | 9  | 14 | 39 | 50 | -11  |
| 11   | FC ViOn Zlaté Moravce        | 31  | 32 | 6  | 13 | 13 | 35 | 49 | -14  |
| 12   | MFK Tatran Liptovský Mikuláš | 18  | 32 | 3  | 9  | 20 | 24 | 59 | -35  |

Qualifications
- 7e : barrages européens

Relégation en deuxième division
- 11e : barrages de relégation
- 12e : relégation

Abréviations
| Résultats (▼dom., ►ext.)                                   | RUZ | ZMI | ZLM | TRE | SKA | TLM |
| MFK Ružomberok                                             |     | 2-0 | 2-0 | 4-1 | 1-2 | 3-0 |
| MFK Zemplín Michalovce                                     | 2-2 |     | 1-0 | 0-2 | 1-1 | 0-0 |
| FC ViOn Zlaté Moravce                                      | 1-0 | 2-5 |     | 1-2 | 0-0 | 0-1 |
| FK AS Trenčín                                              | 0-3 | 3-3 | 2-1 |     | 1-3 | 2-2 |
| MFK Skalica                                                | 1-1 | 3-2 | 0-1 | 2-0 |     | 4-0 |
| Tatran Liptovský Mikuláš                                   | 2-1 | 1-3 | 1-1 | 0-2 | 0-3 |     |
| - Victoire à domicile - Match nul - Victoire à l'extérieur |     |     |     |     |     |     |

## Barrages pour la Ligue Europa Conférence

### Demi-finales
| Équipe 1                 | Résultat | Équipe 2       |
| ------------------------ | -------- | -------------- |
| FK Dukla Banská Bystrica | 1 - 3    | MŠK Žilina     |
| FK Železiarne Podbrezová | 0 - 3    | MFK Ružomberok |

Légende des couleurs
- Qualification pour la finale des barrages.

### Finale
| Équipe 1   | Résultat | Équipe 2       |
| ---------- | -------- | -------------- |
| MŠK Žilina | 3 - 1    | MFK Ružomberok |

Légende des couleurs
- Qualification pour le premier tour de qualification de la Ligue Europa Conférence 2023-2024.

## Barrages de relégation
| Équipe 1                 | Résultat | Équipe 2              | Aller | Retour |
| ------------------------ | -------- | --------------------- | ----- | ------ |
| 1. FC Tatran Prešov (D2) | 1 - 3    | FC ViOn Zlaté Moravce | 1 - 0 | 0 - 3  |

Légende des couleurs
- Le club se maintient en première division.
- Le club reste en deuxième division.

## Bilan de la saison
| Championnat de Slovaquie de football 2022-2023                        |                                  |
| Champion                                                              | ŠK Slovan Bratislava (13e titre) |
| Coupes et trophées                                                    |                                  |
| Vainqueur de la Coupe de Slovaquie 2022-2023                          | FC Spartak Trnava                |
| Qualifications continentales                                          |                                  |
| Ligue des champions 2023-2024                                         | ŠK Slovan Bratislava             |
| Ligue Europa Conférence 2023-2024                                     | FC Spartak Trnava                |
| Ligue Europa Conférence 2023-2024                                     | FK DAC 1904 Dunajská Streda      |
| Ligue Europa Conférence 2023-2024                                     | MŠK Žilina                       |
| Promotions et relégations                                             |                                  |
| Promus en Championnat de Slovaquie de football                        | FC Košice                        |
| Relégués en Championnat de Slovaquie de football de deuxième division | MFK Tatran Liptovský Mikuláš     |